# Galați (grad)
Galati (293.523 stanovnika) je najveća rumunjska luka na Dunavu i najveći brodogradilišni centar. Tu se proizvode brodovi i za riječni i za pomorski promet. Razvijena je i teška industrija, dok luka u Galatiju može primati i morske brodove. U slamanju pobune seljaka 1907. sudjelovao je i (tada još poručnik) Ion Antonescu.

## Nazivi grada
Nazivi grada na drugim jezicima:
- (grčki:  Galàtsi, Γαλατσι)
- (njemački:  Galatz)
- (mađarski:  Galac)
- (poljski:  Gałacz)
- (turski:  Kalas)

## Položaj
Galaţi se nalazi u istočnom dijelu zemlje, u rumunjskoj Moldaviji. To je najjužniji dio rumunjske Moldavije, koji gravitira Dunavu. Svega 10 km južno od grada nalazi se još jedan veliki grad Brăila. Grad se smjestio na strateški važnom mjestu gdje Dunav pravi veliki luk, gdje njegov tok iz pravca sjever-jug prelazi u pravac istok-zapad. Blizu grada su i ušća rumunjskih rijeka Prut i Siret u Dunav, što gradu otvara doline ovih rijeka kao zonu uticaja u zaleđu. Oko grada se sa svih strana pruža Vlaška nizina.

## Gospodarstvo
Danas je Galaţi centar teške industrije Rumunjske. U gradu se nalazi najveća rumunjska željezara (Sideks, dio je kompanije Mittal Steel). Bitna je i luka i brodogradilište. Pored ovih grana privrede, u gradu postoji tvornica tekstila, mlinovi i prerada ribe. Galaţi je 1974. godine dobio sveučilište.

## Gradovi prijatelji
| - Ancona, Italija - Brindisi, Italija - Jesi, Italija - Coventry, Ujedinjeno Kraljevstvo - Wuhan, Kina - Limón, Kostarika - Herzliya, Izrael - Pirej, Grčka | - Jalta, Ukrajina - Mykolaiv, Ukrajina - Odesa, Ukrajina - Sevastopol, Ukrajina - Scottsbluff, Nebraska, SAD - Hammond, Indiana, SAD - Mumbai, Indija |

## Vanjske poveznice
- Službena stranica grada

### Ostali projekti
|  | Zajednički poslužitelj ima još gradiva o temi Galaţi (grad) |